# Thiesi
Thiesi (sardinski: Tièsi) je grad i općina (comune) u pokrajini Sassariju u regiji Sardiniji, Italija. Nalazi se na nadmorskoj visini od 461 metar i ima 2 986 stanovnika.
 Prostire se na 63,25 km². Gustoća naseljenosti je 47 st/km².
Susjedne općine su: Bessude, Borutta, Cheremule, Cossoine, Giave, Ittiri, Romana i Villanova Monteleone.